# C-type lectinereceptor

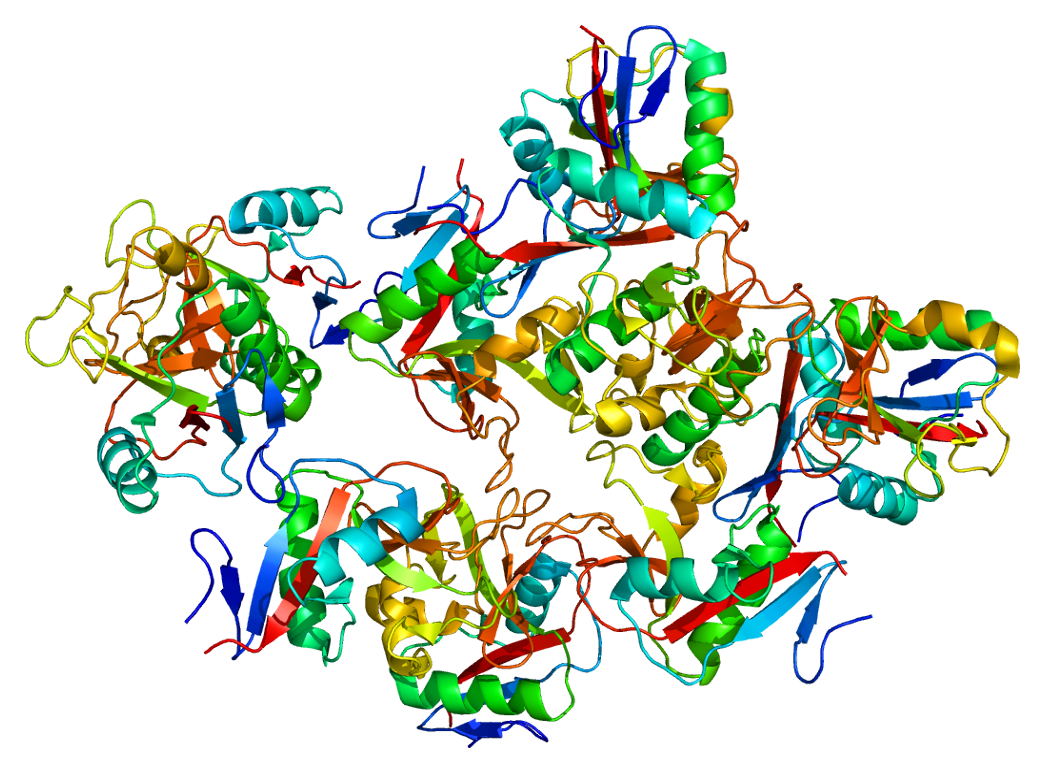
Structuur van DC-SIGN

C-type-lectinereceptoren (CLRs), ook wel C-type-lectinen, zijn een groep van pattern-recognition-receptoren die vooral tot expressie komen op macrofagen en dendritische cellen. Ze bevatten een extracellulair koolhydraat-bindend domein waarmee ze bepaalde suikerstructuren herkennen op micro-organismen en lichaamseigen cellen. CLR's herkennen suikers zoals mannose, fucose, siaalzuren en β-glucaan. De naam is een verwijzing naar het feit dat calcium vereist is voor de functie van deze receptoren. In wetenschappelijke classificaties worden ze soms afgekort als CLECs.
De C-type-lectinen vormen een grote groep van moleculen met diverse functies, zoals de herkenning van pathogenen, cel-celadhesie en het in gang zetten van signalering. De mannosereceptor was een van de eerst ontdekte CLR's. De receptor functioneert als een fagocytosereceptor; zodra een bacterie via zijn mannose-rijke glycanen aan de receptor bindt, zal de bacterie geïnternaliseerd worden en via lysosomale weg afgebroken worden. De cel kan het materiaal verwerken voor antigeenpresentatie.
De C-type-lectine Dectin-1 (CLEC7A) en Dectin-2 (CLEC6A) herkennen koolhydraatstructuren op veel verschillende schimmels. Deze zijn belangrijk voor antifungale afweer. De receptor DC-SIGN bindt zich aan mannoses op bacteriën als Mycobacterium tuberculosis en virussen als HIV-1 en mazelenvirus. De vele signaalroutes die door CLR's in gang worden gezet zijn divers en hun wisselwerking met andere immuunreceptoren is zeer complex. Naast hun rol in de afweer zijn CLRs betrokken bij het handhaven van homeostase en spelen ze een rol in auto-immuniteit en allergieën.

## Overzicht
De C-type-lectinen vormen een omvangrijke familie van receptoren. Ze zijn gevoelig voor verschillende groepen pathogenen en komen in verschillende mate tot expressie in dendritische cellen. Deze differentiële expressie onderschrijft het feit dat de receptoren in diverse herkenningscontexten functioneel zijn. Enkele belangrijke vertegenwoordigers van de familie zijn onder weergegeven.
| Naam                     | Expressie                                                                    | Ligand                  | Pathogenen                                                                                               |
| ------------------------ | ---------------------------------------------------------------------------- | ----------------------- | --- |
| DC-SIGN, CD209           | Dendritische cellen (DC's)                                                   | Mannose, fucose         | M. tuberculosis, C. albicans, HIV-1, SARS-CoV-2, andere bacteriën, teken                                 |
| Langerine, CLEC4K, CD207 | Langerhanscellen, dermale DC's                                               | Mannose, fucose, GlcNAc | HIV-1, M. leprae                                                                                         |
| MGL, CLEC10A, CD301      | DC's, macrofagen                                                             | GalNAc                  | Filovirussen, S. mansoni                                                                                 |
| Dectin-1, CLEC7A         | DC's, monocyten, macrofagen, B-cellen                                        | β‑1,3‑glucan            | C. albicans, A. fumigatus, Pneumocystis carinii, diverse schimmels                                       |
| CLEC2, CLEC1B            | Bloedplaatjes                                                                | Niet bepaald            | HIV-1, slangengif-eiwit                                                                                  |
| Dectin-2, CLEC6A         | DC's, monocyten, macrofagen, B-cellen, neutrofielen                          | Mannose                 | M. tuberculosis, C. albicans, huisstofmijt                                                               |
| BDCA2, CLEC4C, CD303     | Plasmacytoïde DC's                                                           | Niet bepaald            | Niet bepaald                                                                                             |
| Mincle, CLEC4E           | DC's, monocyten, macrofagen                                                  | α‑mannose               | Malassezia spp.                                                                                          |
| DCIR, CLEC4A             | Myeloïde en plasmacytoïde DCs, monocyten, macrofagen, B-cellen, neutrofielen | Niet bepaald            | HIV-1 |
| Mannosereceptor, CD206   | DC's, macrofagen                                                             | Mannose, fucose         | M. tuberculosis, M. kansasii, HIV-1, dengue virus, C. albicans, Cryptococcus neoformans, Leishmania spp. |